# Antoni Villalonga Pérez
Antoni Villalonga i Pérez (Palma, 1821-1910) va ser un polític mallorquí, dirigent del republicanisme i batle de Palma fill de Francesc Villalonga Escalada i pare del també polític Francesc Villalonga Fàbregues.

## Biografia
El 1856, fou nomenat vicepresident del Comitè Democràtic de Palma. El 1863, era arxiver-bibliotecari de l'Ateneu Balear.
Fou un dels dirigents del Partit Democràtic a Mallorca en la dècada del 1850, i el 1856 en fou nomenat vicepresident del Comitè de Palma. El 1863 fou arxiver de l'Ateneu Balear i evolucionà vers el republicanisme. Quan esclatà la revolució de 1868 fou un dels caps de la Junta Revolucionària amb Rafel Manera Serra, Miquel Quetglas i Bauzà i Ignasi Vidal i Bennàsser. Organitzà el Comitè Republicà de les Illes Balears, que va formar la secció balear del Partit Republicà Democràtic Federal, i en fou elegit diputat per Palma a les eleccions generals espanyoles d'abril de 1872, agost de 1872 i 1873. També fou batle de Palma de febrer a juliol de 1872. Entre les seves obres més destacades es troba l'enderrocament del convent de la Misericòrdia.
El 1875, un cop es produí la restauració borbònica, fou empresonat a València. Es dedicà durant un temps als negocis, i fou president de la Companyia Adobera i Industrial (1881) i de la Societat d'Enllumenat per Gas, i vicepresident de la Societat Agrícola i Industrial. El 1881 participà en la reconstitució del Partit Republicà Federal a Mallorca i el 1884 participà en la fundació de la Unió Obrera Balear. Fou candidat republicà a les eleccions de 1881, 1891 i 1893, però no fou escollit. El 1893 participà en la nova Unió Republicana, amb la que assolí ser regidor de Palma de 1901 a 1905.